# Заводська селищна рада
Заводська́ се́лищна ра́да — орган місцевого самоврядування Заводської селищної громади в Чортківському районі Тернопільської області. Адміністративний центр — смт Заводське.

## Загальні відомості
- Територія ради: 91,1 км² (2020)
- Населення ради: 6 900 осіб (2020)

## Старостинські округи
| Назви старостинських округів | Населені пункти             | Старости |
| ---------------------------- | --------------------------- | --- |
| Угринський                   | с. Угринь                   | Володимир Касприк (14 березня 2016 — 20 березня 2018), Володимир Плішка (20 березня 2018 — 27 листопада 2020, з 27 листопада 2020). |
| Залісянський                 | с. Залісся                  | Ольга Копистинська (з 1 січня 2021)                                                                                                 |
| Шманьківський                | с. Шманьківці, с. Швайківці | Надія Ніколайченко (з 1 січня 2021)                                                                                                 |
| Шманьківчицький              | с. Шманьківчики             | Надія Ненчин (з 1 січня 2021) |

До утворення старостинських округів в с. Швайківцях старостою працював Микола Антохів (2021)

## Історія ради
Селищна рада утворена 28 липня 1981 року.
До 2015 року — адміністративно-територіальна одиниця у Чортківському районі Тернопільської области з територією 5,158 км² та населенням 3087 осіб (станом на 2001 рік).
11 серпня 2015 року стала центром Заводської селищної громади.

## Географія
До 2020 року Заводська селищна рада межувала з Залісянською, Угринською, Пастушівською, Шманьківчицькою сільськими та Чортківською міською радою Чортківського району.
З 2020 року Заводська селищна рада межує з Борщівською міською, Колиндянською сільською, Копичинецькою міською, Нагірянською сільською, Чортківською міською радами Чортківського району.

## Склад ради
Рада складається з 22 депутатів та голови.

### Керівний склад попередніх скликань

#### Голови ради
| Прізвище, ім'я, по батькові        | Основні відомості | Дата обрання  | Дата звільнення |
| ---------------------------------- | ----------------- | ------------- | --------------- |
| Кравчук Роман Васильович           | Селищний голова   | березень 1990 | квітень 1991    |
| Щегельський Олександр Аполінарович | Селищний голова   | квітень 1991  | 1994            |
| Щегельський Олександр Аполінарович | Селищний голова   | 1994          | 1998            |
| Гринів Іван Петрович               | Селищний голова   | 1998          | серпень 2000    |
| Оглоданий Роман Антонович          | Селищний голова   | серпень 2000  | 2002            |
| Оглоданий Роман Антонович          | Селищний голова   | 2002          | 2006            |
| Роман Стефанович Колодій           | Селищний голова   | 26.03.2006    | 31.10.2010      |
| Роман Стефанович Колодій           | Селищний голова   | 31.10.2010    | 25.10.2015      |
| Людмила Романівна Павлінська       | Селищний голова   | 25.10.2015    | 25.10.2020      |
| Людмила Романівна Павлінська       | Селищний голова   | 27.11.2020    |                 |

#### Секретарі ради
| Прізвище, ім'я, по батькові  | Основні відомості | Дата обрання  | Дата звільнення |
| ---------------------------- | ----------------- | ------------- | --------------- |
| Котелевич Марія Михайлівна   | Секретар          | березень 1990 | квітень 1991    |
| Квасниця Марта Ярославівна   | Секретар          | 1991          | 1994            |
| Квасниця Марта Ярославівна   | Секретар          | 1994          | 1998            |
| Квасниця Марта Ярославівна   | Секретар          | 1998          | 2002            |
| Квасниця Марта Ярославівна   | Секретар          | 2002          | 2006            |
| Квасниця Марта Ярославівна   | Секретар          | 2006          | 2010            |
| Павлінська Людмила Романівна | Секретар          | 2010          | 2015            |
| Порхун Наталія Анатолівна    | Секретар          | 2015          | 27.11.2020      |
| Порхун Наталія Анатоліївна   | Секретар          | 27.11.2020    |                 |

### Депутати

#### VIII скликання
За результатами місцевих виборів 2020 року депутатами ради стали:
1. Безпалько Олег Петрович
2. Гоба Петро Миколайович
3. Горбунов Ярослав Олексійович
4. Грушевський Ігор Осипович
5. Гунька Василь Петрович
6. Данилишин-Матвієшин Марія Михайлівна
7. Довгань Володимир Атанасійович
8. Ігнат Іван Михайлович
9. Крепис Любов Романівна
10. Кушнір Андрій Євгенович
11. Кушнір Василь Іванович
12. Марчиха Володимир Миронович
13. Мишкун Ганна Володимирівна
14. Павлинів Надія Володимирівна
15. Пахолків Галина Іванівна
16. Порхун Наталія Анатоліївна
17. Процюк Марія Петрівна
18. Рудик Іван Богданович
19. Сов’як Іван Васильович
20. Терес Ольга Михайлівна
21. Тетеріна Галина Іванівна
22. Шевчук Степан Дмитрович

#### VII скликання
За результатами місцевих виборів 2015 року депутатами ради стали:
1. Тетеріна Галина Іванівна
2. Дацишин Володимир Васильович
3. Шевчук Степан Дмитрович
4. Котюк Алла Михайлівна
5. Барицький Михайлоіванович
6. Стадник Віра Дмитрівна
7. Порхнун Наталія Анатоліївна
8. Паньків Марія Дмитрівна
9. Данилишин Марія Михайлівна
10. Карпець Михайло Петрович
11. Махно Світлана Богданівна
12. Черешньовський Ігор Іванович
13. Рудько Любов Мар’янівна
14. Урбан Галина Григорівна
15. Ярош Оксана Леонідівна
16. Кушнір Василь Іванович
17. Мацевко Ірина Андріївна
18. Гунька Василь Петрович
19. Крашівський Роман Михайлович
20. Мармус Христина Ігорівна
21. Стефанцов Василь Петрович
22. Стефанцов Петро Васильович

#### VI скликання
За результатами місцевих виборів 2010 року депутатами ради стали:
1. Липова Надія Богданівна
2. Бик Лідія Ярославівна
3. Овсяник Володимир Іванович
4. Наконечний Андрій Михайлович
5. Ласківська Галина Степанівна
6. Біскуп Ігор Євстахович
7. Пальчинський Богдан Михайлович
8. Дичковська Тетяна Петрівна
9. Котюк Алла Михайлівна
10. Кусий Микола Максимович
11. Томашевський Ігор Мирославович
12. Чайківський Володимир Михайлович
13. Стадник Віра Дмитрівна
14. Павлюх Андрій Романович
15. Кухар Оксана Миколаївна
16. Паньків Марія Дмитрівна
17. Шишко Анатолій Євстахович
18. Дацишин Володимир Васильович
19. Павлінська Людмила Романівна
20. Черешньовський Ігор Іванович
21. Гонтарук Ірина Юріївна
22. Карпець Михайло Петрович
23. Костецький Петро Володимирович

#### V скликання
За результатами місцевих виборів 2006 року депутатами ради стали:
1. Балазюк Сергій Леонідович
2. Баньківський Зіновій Михайлович
3. Бараник Елеонора Михайлівна
4. Вархол Наталія Петрівна
5. Дичковська Тетяна Петрівна
6. Дребіт Михайло Іванович
7. Зуляк Оксана Богданівна
8. Квасниця Марта Ярославівна
9. Костецький Петро Володимирович
10. Котюк Алла Михайлівна
11. Кусий Микола Максимович
12. Кухар Микола Петрович
13. Мельничук Леонід Михайлович
14. Майстренко Світлана Миколаївна
15. Михайлюк Євген Іванович
16. Пальчинський Богдан Михайлович
17. Савченко Володимир Васильович
18. Сіра Ельвіра Анатоліївна
19. Чайківський Володимир Михайлович
20. Чернявський Анатолій Іванович
21. Черешньовський Ігор Іванович

#### IV скликання
За результатами місцевих виборів 2002 року депутатами ради стали:
1. Мельничук Леонід Михайлович
2. Михайлюк Євген Іванович
3. Кушнір Ігор Петрович
4. Мальована Надія Іванівна
5. Баньківський Зіновій Михайлович
6. Фатаєв Василь Олексійович
7. Пальчинський Богдан Михайлович
8. Мацьків Володимир Михайлович
9. Москва Ольга Михайлівна
10. Галас Іван Миколайович
11. Яровий Володимир Степанович
12. Іванов Михайло Володимирович
13. Майстренко Світлана Миколаївна
14. Квасниця Марта Ярославівна
15. Яшан Іван Михайлович
16. Гуменюк Аркадій Михайлович
17. Дребіт Михайло Іванович
18. Олійник Степан Романович
19. Огаль Ярослав Іванович
20. Чернявський Анатолій Іванович
21. Попович Володимир Михайлович

#### III скликання
За результатами місцевих виборів 1998 року депутатами ради стали:
1. Мельничук Леонід Михайлович
2. Михайлюк Євген Іванович
3. Шемлей Тетяна Богданівна
4. Стронський Ярослав Григорович
5. Слойко Ольга Іванівна
6. Заплацінський Ярослав Григорович
7. Надворна Любов Євстахіївна
8. Мацьків Володимир Михайлович
9. Польовий Мирослав Петрович
10. Галас Іван Миколайович
11. Чорненький Григорій Мар′янович
12. Галак Борис Яремович
13. Майстренко Світлана Миколаївна
14. Квасниця Марта Ярославівна
15. Яшан Іван Михайлович
16. Шевчук Галина Василівна
17. Дребін Михайло Іванович
18. Олійник Степан Романович
19. Фірманюк Степан Антонович
20. Сімак Зоя Павлівна
21. Кульчицький Антон Ярославович

#### II скликання
За результатами місцевих виборів 1994 року депутатами ради стали:
1. Бараник Петро Степанович
2. Бурба Микола Федорович
3. Галас Іван Миколайович
4. Дерев′янко Степан Дмитрович
5. Квасниця Марта Ярославівна
6. Котелевич Марія Михайлівна
7. Курноса Ніна Степанівна
8. Майстренко Світлана Миколаївна
9. Мацьків Володимир Михайлович
10. Михайлюк Євген Іванович
11. Мельничук Леонід Михайлович
12. Новак Володимир Миколайович
13. Пельц Броніслав Броніславович
14. Польовий Мирослав Петрович
15. Предик Марія Климівна
16. Регета Микола Михайлович
17. Рога Ганна Василівна
18. Стронський Ярослав Григорович
19. Топічко Анатолій Петрович
20. Фірманюк Степан Антонович

#### I скликання
За результатами місцевих виборів 1990 року депутатами ради стали:
1. Мельничук Леонід Михайлович
2. Теліщак Михайло Васильович
3. Сагайдак Зіновій Андрійович
4. Вар′янко Михайло Дмитрович
5. Карпець Михайло Петрович
6. Наконечний Михайло Володимирович
7. Бараник Петро Степанович
8. Запаранюк Микола Дмитрович
9. Котелевич Марія Михайлівна
10. Мацьків Володимир Михайлович
11. Чернявський Анатолій Іванович
12. Кравчук Роман Васильович
13. Чубик Василь Михайлович
14. Победінський Любомир Володимирович
15. Маланчук Степан Романович
16. Кондратовець Василь Михайлович
17. Снігурський Антон Володимирович
18. Деревянко Віктор Васильович
19. Килимник Володимир Степанович
20. Щегельський Олександр Аполінарович
21. Балабух Володимир Мар′янович
22. Матковський Ярослав Йосипович
23. Гонтарук Дмитро Андрійович
24. Родак Олег Володимирович
25. Щабельська Євгенія Леонівна